# Brunsmark
Brunsmark település Németországban, Schleswig-Holstein tartományban. Lakosainak száma 146 fő (2023. december 31.).

## Népesség
A település népességének változása:
| Lakosok száma | 93   | 157  | 159  | 157  | 149  | 145  | 146  |
|               | 1975 | 2014 | 2017 | 2019 | 2021 | 2022 | 2023 |